# Menophra nitidaria
Menophra nitidaria là một loài bướm đêm trong họ Geometridae.